# 日本教職員組合問題究明議員連盟
日本教職員組合問題究明議員連盟（にほんきょうしょくいんくみあいもんだいきゅうめいぎいんれんめい）は日本の議員連盟の1つ。正式には「日教組問題を究明し、教育正常化実現に向け教育現場の実態を把握する議員の会」。

## 概要
日本教職員組合（日教組）に批判的な自由民主党の議員40名によって2008年（平成20年）12月10日に発足した。ジェンダーフリー教育の推進などの問題点がある日教組について研究し、日本の教育を改革するための活動を行っている。
日教組は民主党の有力な支持母体の一つであるため、民主党の弱体化をも狙って設立されたと見られている。

## 主な役員
- 最高顧問：（空席）
- 顧問：（空席）
- 会長：（空席）
- 幹事長：（空席）
- 事務局長：山谷えり子

## メンバー
- 西田昌司
- 岩屋毅
- 井上信治
- 柴山昌彦
- 宮下一郎
- 赤沢亮正
- 森まさこ

## 元役員・メンバー
- 森山眞弓（会長・2009年に引退）
- 大野松茂（2009年に引退）
- 稲葉大和（2009年に落選）
- 早川忠孝（2009年に落選）
- 西本勝子（2009年に落選）
- 渡部篤（2009年に落選）
- 井沢京子（2009年に落選）
- 広津素子（2009年に落選）
- 並木正芳（2009年に落選）
- 森喜朗（最高顧問・2012年に引退）
- 西野陽（2012年に引退）
- 中村博彦（2013年に死去）
- 坂本剛二（2014年に落選）
- 町村信孝（顧問・2015年に死去）
- 北村茂男（2017年に引退）
- 土屋正忠（2017年に落選）
- 中山泰秀（2021年に落選）
- 馳浩（2021年に不出馬）
- 三ツ矢憲生（2021年に引退）
- 山口泰明（2021年に引退）
- 鴨下一郎（2021年に引退）
- 中山成彬（顧問・2021年に引退）
- 中川雅治（2022年に引退）
- 水落敏栄（2022年に落選）
- 奥野信亮（2024年に引退）
- 義家弘介（幹事長・2024年に落選）
- 下村博文（2024年に落選）